# Sylvie Olivé
Sylvie Olivé (...) è una scenografa francese.
È un membro dell'Association des Décorateurs de Cinéma (ADC). Per il suo lavoro in Mr. Nobody vinse il premio Osella per il migliore contributo tecnico alla 66ª Mostra internazionale d'arte cinematografica di Venezia.